# Enlisted
Pour les articles homonymes, voir Enlisted (homonymie).
Enlisted est une série télévisée américaine en treize épisodes de 23 minutes créée par Kevin Biegel dont seulement neuf épisodes ont été diffusés entre le 10 janvier, et le 28 mars 2014 sur le réseau Fox et en simultané au Canada sur Citytv. Les quatre épisodes restants sont diffusés à partir du 1er juin 2014.
En Belgique, la série est diffusée depuis le 24 novembre 2016 sur Plug RTL. Elle reste inédite dans les autres pays francophones.

## Synopsis
Les frères Hill sont tous militaires à Fort McGee. Quand les plus forts des militaires de la base sont envoyés en mission à l'étranger, les trois frères restent au camp avec la tâche de maintenir l'ordre. Cette situation va leur permettre de renforcer leurs liens en faisant face à diverses péripéties.

## Fiche technique
- Réalisateur du pilote : Phil Traill
- Producteurs exécutifs : Kevin Biegel et Mike Royce
- Société de production : 20th Century Fox Television
- Genre : Sitcom, comédie militaire

## Distribution

### Acteurs principaux
- Geoff Stults (VF : Thomas Roditi) : Sergent Pete Hill
- Chris Lowell (VF : Jonathan Amram) : Caporal Derrick Hill
- Parker Young (VF : Emmanuel Garijo) : Soldat Randy Hill
- Keith David (VF : Thierry Desroses) : Sergent Chef Major Donald Cody
- Angelique Cabral (VF : Valérie Nosrée) : Sergent Jill Perez

### Acteurs récurrents
- Kyle Davis (en) (VF : Antoine Doignon) : Recrue Dobkiss
- Tania Gunadi (VF : Camille Donda) : Recrue Park
- Mort Burke (VF : Alexandre Nguyen) : Recrue Gumble
- Michelle Buteau (en) (VF : Dominique Westberg) : Recrue Robinson (11 épisodes)
- Mel Rodriguez (VF : Jean-Luc Atlan) : Recrue Chubowski (8 épisodes)
- Maronzio Vance (VF : Namakan Koné) : Recrue Ruiz (7 épisodes)
- Kay Lopez Koralisse : Private Tholke (7 épisodes)
- Jessy Hodges (VF : Armelle Gallaud) : Erin (5 épisodes)

### Invités
- Teala Dunn : Britnay Cody (épisodes 1, 5 et 13)
- Tom Virtue (VF : Olivier Destrez) : Officier (épisode 1)
- Baron Vaughn (en) : Wallace (épisode 1)
- Ezra Buzzington (en) : Private Swaggle (épisode 1)
- Ron Funches : Private Huggins (épisode 1)
- Angel Oquendo (en) : Angry MP (épisode 1)
- Katie Wallack : Betty (épisode 2)
- Henry Dittman (en) : Range Supervisor (épisode 2)
- Charlotte Newhouse (en) : Bartender (épisode 3)
- Brandon Routh : Sergent Brandon Stone (épisodes 4 et 12)
- Geoff Pierson (VF : Olivier Destrez) : Sergent Major Diggins (épisode 4)
- Jordan Black (en) : Karl (épisode 4)
- Pam Oliver (en) : elle-même (épisode 4)
- Andy Daly : Rodney Spratz (épisode 5)
- Chasty Ballesteros (VF : Vanessa Van-Geneugden) : Theresa (épisode 6)
- Mircea Monroe : Jeannie Rotonto (épisode 6)
- Olivia Rose Keegan (en) : Megan (épisode 6)
- Ryan Seacrest : lui-même (épisode 6)
- Christopher Reid (en) : lui-même (épisode 6)
- Christopher Martin (en) : lui-même (épisode 6)
- Tucker Albrizzi : Kenny Shifflet (épisode 7)
- Clint Culp (VF : Guillaume Bourboulon) : Mr Shiffle (épisode 7)
- Mcabe Gregg (VF : Benjamin Gasquet) : Dylan Shiffle (épisode 7)
- Stacy Keach : vétéran Patrick (épisode 8)
- Dean Stockwell : vétéran Dan (épisode 8)
- Barry Bostwick : vétéran Russell (épisode 8)
- Ross Philips : Second Lieutenant Tyson Schneeberger (épisodes 9 à 11)
- Obba Babatundé : General Murray (épisode 11)
- Lori Loughlin : elle-même (épisode 13)
- Eddie Shin (en) : Ted (épisode 13)

- Version française
  - Société de doublage : VF Productions[6],[7]
  - Direction artistique : Cécile Villemagne[7]
  - Adaptation des dialogues : Garance Merley, Pierre Valmy, Matthias Delobel et Thibault Longuet[7]

 Source et légende : version française (VF) sur RS Doublage et Doublage Séries Databse

## Développement

### Production
Le projet a débuté en septembre 2012, Fox a commandé un pilote le 24 janvier 2013, puis a commandé la série le 8 mai 2013 et lui a attribué cinq jours plus tard la case horaire du vendredi à 21 h 30 au mois de novembre après la série mondiale de baseball. En septembre, Fox repousse la série au mois de janvier. Le 24 janvier 2014, après la diffusion du deuxième épisode, la série change de place avec Raising Hope à 21 h.
Le 26 mars 2014, Fox annonce que l'émission de téléréalité Kitchen Nightmares prendra la case horaire occupée par la série, annulant la diffusion des quatre épisodes restants.
Le 7 mai 2014, Fox annule officiellement la série.
À la mi-juillet 2014, Yahoo! se montrait intéressé à renouveler la série, mais a abandonné le projet après quelques semaines de négociations.

### Casting
Dès février 2013, les rôles ont été attribués dans cet ordre : Keith David, Geoff Stults, Angelique Cabral, Parker Young et Chris Lowell.
Parmi les acteurs récurrents et invités : Mircea Monroe, Stacy Keach, Dean Stockwell et Barry Bostwick, Ross Philips et Brandon Routh.

## Épisodes
| №  | Titre                                                                | Réalisation        | Scénario                                                              | Diffusion américaine | Diffusion belge   | Code Prod. | Audience (millions) |
| -- | -------------------------------------------------------------------- | ------------------ | --------------------------------------------------------------------- | -------------------- | ----------------- | ---------- | ------------------- |
| 1  | Le Peloton des bouffons Pilot                                        | Phil Traill        | Kevin Biegel                                                          | 10 janvier 2014      | 24 novembre 2016  | 1WAZ79     | 2,41                |
| 2  | D'égale à égal Randy Get Your Gun                                    | Phil Traill        | Jeff Chiang et Eric Ziobrowski                                        | 17 janvier 2014      | 24 novembre 2016  | 1AWV05     | 2,01                |
| 3  | Une forteresse de solitude Pete's Airstream                          | Matt Sohn          | Theresa Mulligan Rosenthal                                            | 24 janvier 2014      | 1er décembre 2016 | 1AWV02     | 3,23                |
| 4  | Mc Alligator Homecoming                                              | Michael McDonald   | Scott Rutherford                                                      | 31 janvier 2014      | 1er décembre 2016 | 1AWV09     | 2,79                |
| 5  | Rage man Rear D Day                                                  | Phil Traill        | Kevin Biegel                                                          | 7 février 2014       | 8 décembre 2016   | 1AWV01     | 1,83                |
| 6  | L'Art de rompre Brother and Sister                                   | Peter Lauer (en)   | Peter A. Knight                                                       | 28 février 2014      | 8 décembre 2016   | 1AWV04     | 1,9                 |
| 7  | L'Étoffe des héros Parade Duty                                       | Phil Traill        | Mike Royce (en)                                                       | 7 mars 2014          | 15 décembre 2016  | 1AWV03     | 1,84                |
| 8  | Le Revers de la médaille Vets                                        | Fred Goss (en)     | Kate Purdy                                                            | 14 mars 2014         | 15 décembre 2016  | 1AWV06     | 1,36                |
| 9  | Voiturette 5000 vs Mondo Spider Paint Cart 5000 vs. The Mondo Spider | Phil Traill        | Peter A. Knight et Theresa Mulligan Rosenthal                         | 28 mars 2014         | 22 décembre 2016  | 1AWV11     | 1,33                |
| 10 | La Guerre des blagues Prank War                                      | Phil Traill        | Laura Gutin Peterson                                                  | 1er juin 2014        | 22 décembre 2016  | 1AWV07     | 1,14                |
| 11 | Inspection générale The General Inspection                           | Richie Keen        | Sanjay Shah                                                           | 8 juin 2014          | 29 décembre 2016  | 1AWV08     | 1                   |
| 12 | Le Terminator Army Men                                               | Linda Mendoza (en) | Laura Gutin Peterson et Kate Purdy                                    | 15 juin 2014         | 29 décembre 2016  | 1AWV11     | 1,18                |
| 13 | Rompez ! Alive Day                                                   | Phil Traill        | Histoire : Sanjay Shah Mise en scène : Jeff Chiang et Eric Ziobrowski | 22 juin 2014         | 5 janvier 2017    | 1AWV12     | 900 000             |

## Accueil
Le pilote n'a attiré que 2,41 millions de téléspectateurs (cote de 0.7/2 parmi les 18 à 49 ans) aux États-Unis.